# Īncheh Keykānlū
Īncheh Keykānlū (persiska: اینچه کیکانلو) är en ort i Iran.   Den ligger i provinsen Khorasan, i den nordöstra delen av landet, 700 km öster om huvudstaden Teheran. Īncheh Keykānlū ligger 1 824 meter över havet och antalet invånare är 521.
Terrängen runt Īncheh Keykānlū är huvudsakligen kuperad, men den allra närmaste omgivningen är platt. Runt Īncheh Keykānlū är det ganska glesbefolkat, med 38 invånare per kvadratkilometer. Närmaste större samhälle är Shāh Rag, 17,0 km nordväst om Īncheh Keykānlū. Trakten runt Īncheh Keykānlū består i huvudsak av gräsmarker.